# Jędrek Połonina
Jędrek Połonina, właśc. Andrzej Wasielewski, znany również jako Jędruś Świątkarz oraz Kapeluszowy Kowboj (ur. 1 lutego 1949 w Górznie, zm. 4 września 1995 w Komańczy) – polski rzeźbiarz, malarz, rysownik, poeta i pieśniarz bieszczadzki.

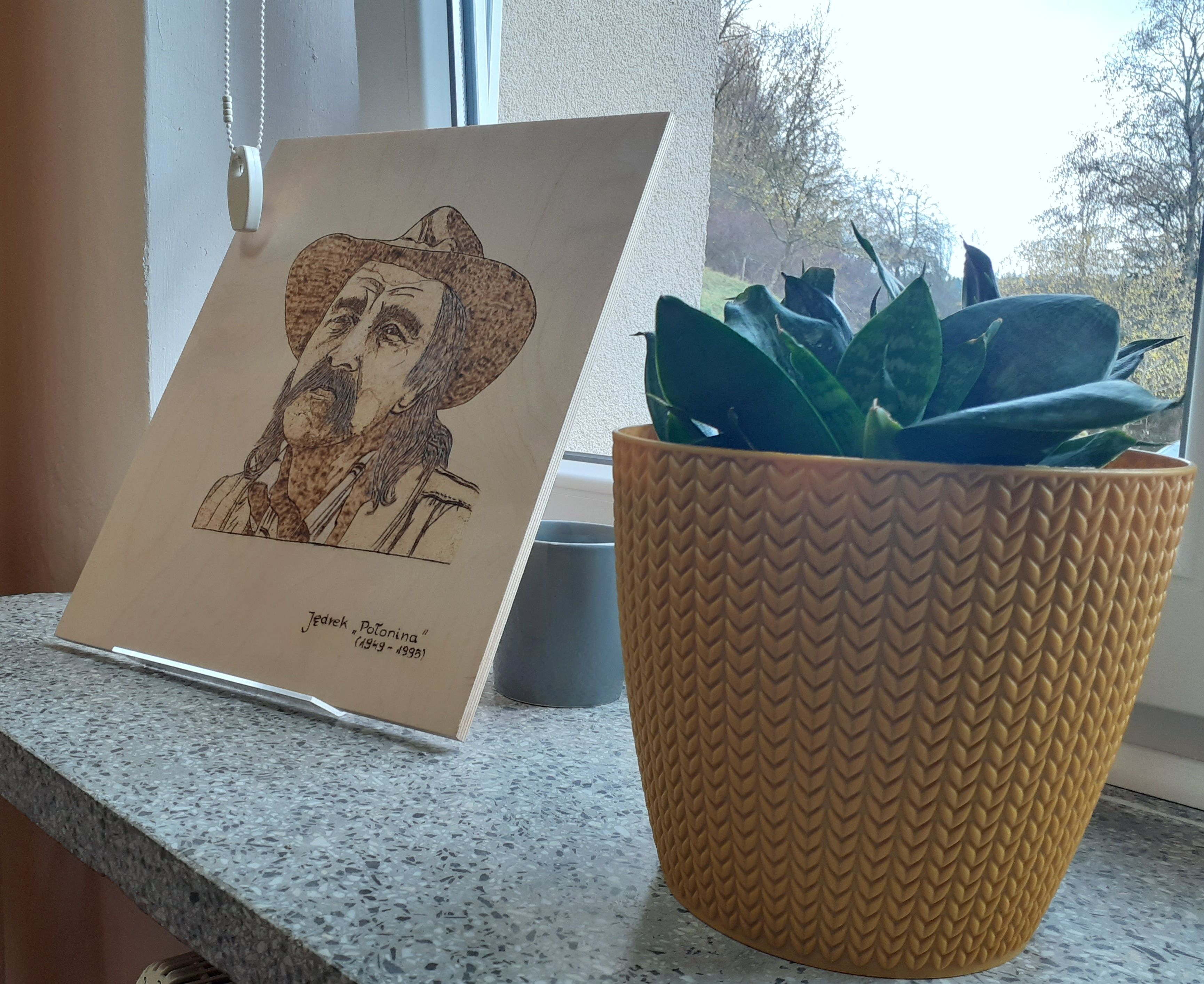
Podobizna Jędrka Połoniny w Bibliotece Publicznej imienia Jerzego Harasymowicza w Komańczy

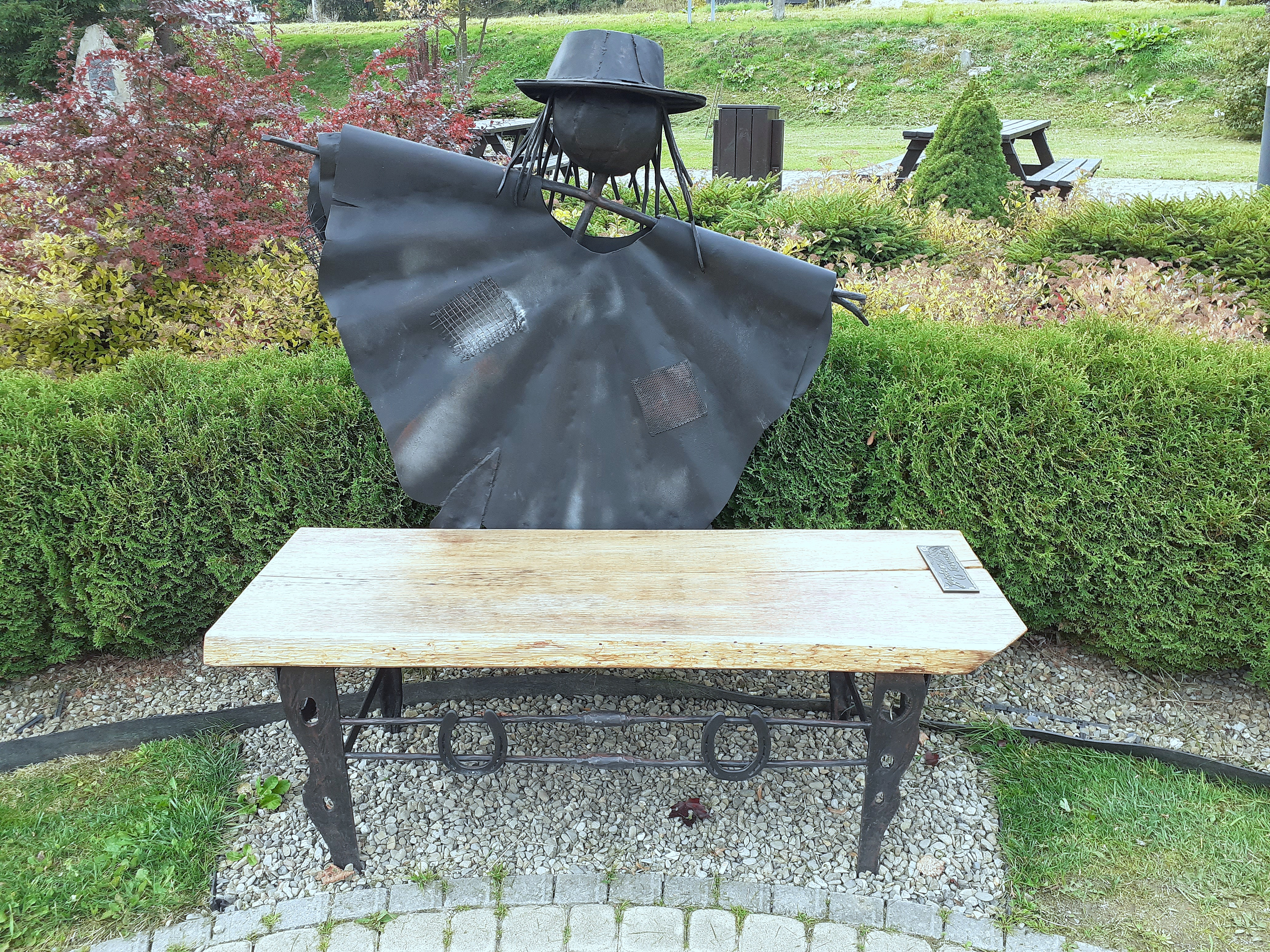
Ławeczka Jędrka Połoniny w Komańczy

## Życiorys
Był uczniem Antoniego Rząsy, przez pewien czas związany z grupą literacką Ogród/Ogród-2. Jego prace plastyczne inspirowane były częstokroć folklorem wschodniokarpackim. Popularność zawdzięczał jednak głównie osobowości, włóczęgowskiemu stylowi życia i kowbojskiemu image'owi (zawsze chodził w kapeluszu, często z gitarą, hodował konie). Uważany za „króla cyganerii bieszczadzkiej”, najwybitniejszą osobistość środowiska tzw. zakapiorów. Jego rysunki ukazywały się w piśmie „Podkarpacie” oraz w publikacjach Andrzeja Potockiego, który poświęcił mu książkę Bieszczadzkie przypadki Jędrka Wasielewskiego Połoniny.
Zginął 4 września 1995 w Komańczy potrącony przez samochód, prowadzony przez pijanego kierowcę. Został pochowany na cmentarzu w Kulasznem.

## Upamiętnienie
Andrzej Potocki stworzył film dokumentalny o Jędrku Połoninie pt. Kapeluszowy kowboj (1992 oraz napisał książkę zatytułowaną Bieszczadzkie przypadki Jędrka Wasielewskiego Połoniny (wyd. I 2007, wyd. II - rozszerzone 2014). W Kulasznem ustanowiono pomnik Jędrka Połoniny. Poeta Jan Szelc napisał jesienią 1995 wiersz pt. Teraz tylko wiatr... (Jędrusiowi Połoninie), wydany w tomiku poezji pt. Mycykowy Dział w 1998. 17 lipca 2021 odsłonięto ławeczkę Jędrka Połoniny w Komańczy.